# Hardenberg (stad)
Hardenberg (Nedersaksisch: Harnbarg of  'n Arnbarg) (uitspraakⓘ) is een stad in de Nederlandse provincie Overijssel, gelegen aan de Overijsselse Vecht in het Vechtdal in de gemeente Hardenberg. De stad Hardenberg heeft 20.285 inwoners.

## Geschiedenis

Wapen van Stad Hardenberg met Sint Stephanus

### Voor de 20e eeuw
Uit de periode voor de christelijke jaartelling zijn er gebruiksvoorwerpen gevonden in en rond Hardenberg; veel over deze periode is echter niet bekend. 
Rond het jaar 760 zou iets ten oosten van het huidige centrum van Hardenberg het plaatsje Nijenstede zijn ontstaan, waar volgens Johan Picardt de Frankische hofmeester Pepijn III een kapel bouwde. Deze is in 1653 afgebroken.
De bisschoppen van Utrecht waren vaak in Overijssel (het Oversticht) te vinden. Bisschop Otto van Lippe verloor in 1227 de Slag bij Ane. De opvolger van Otto was Willebrandt van Oldenburg. Hij bouwde nog in hetzelfde jaar dat Otto van Lippe de slag had verloren aan de westkant van Nijenstede het kasteel Hardenbergh. Dit kasteel moest bescherming bieden bij een eventuele volgende strijd. Vanwege de bescherming die het kasteel bood verhuisden, gedurende een periode van circa een halve eeuw, veel bewoners van Nijenstede naar Hardenberg. Doordat er diverse woningen binnen de muren werden gebouwd begon het kasteel op een stadje te lijken. In 1362 kreeg Hardenberg de stadsrechten van Nijenstede overhandigd door Jan van Arkel. Hierin was vastgelegd dat de burgers van Hardenberg zich moesten laten begraven bij de kapel van de voormalige stad Nijenstede, het nog bestaande kerkhof aan de Stationsstraat. In hetzelfde jaar kreeg Hardenberg met de Stephanuskerk wel een eigen kerkgebouw, dat het kerkje van Nijenstede verving.
Floris van Wevelinkhoven was vaak te vinden op het kasteel Hardenberg. In 1386 werd het kasteel nog meer verstevigd en verfraaid. Ook de stad kreeg een nieuwe muur om zich heen.
In 1497 werd het stadje door brand vrijwel totaal in as gelegd; enkel de kerk, het kasteel en slechts een aantal huizen bleven overeind. 
In 1518 liet Filips van Bourgondië, de bisschop van Utrecht, het kasteel alsnog slopen. De stadsmuren bleven evenmin gespaard. Pas aan het eind van de jaren 1950 zijn restanten van de muur gevonden en is er een stukje van gereconstrueerd. Op de plek waar toen het kasteel stond, staat nu de Höftekerk.

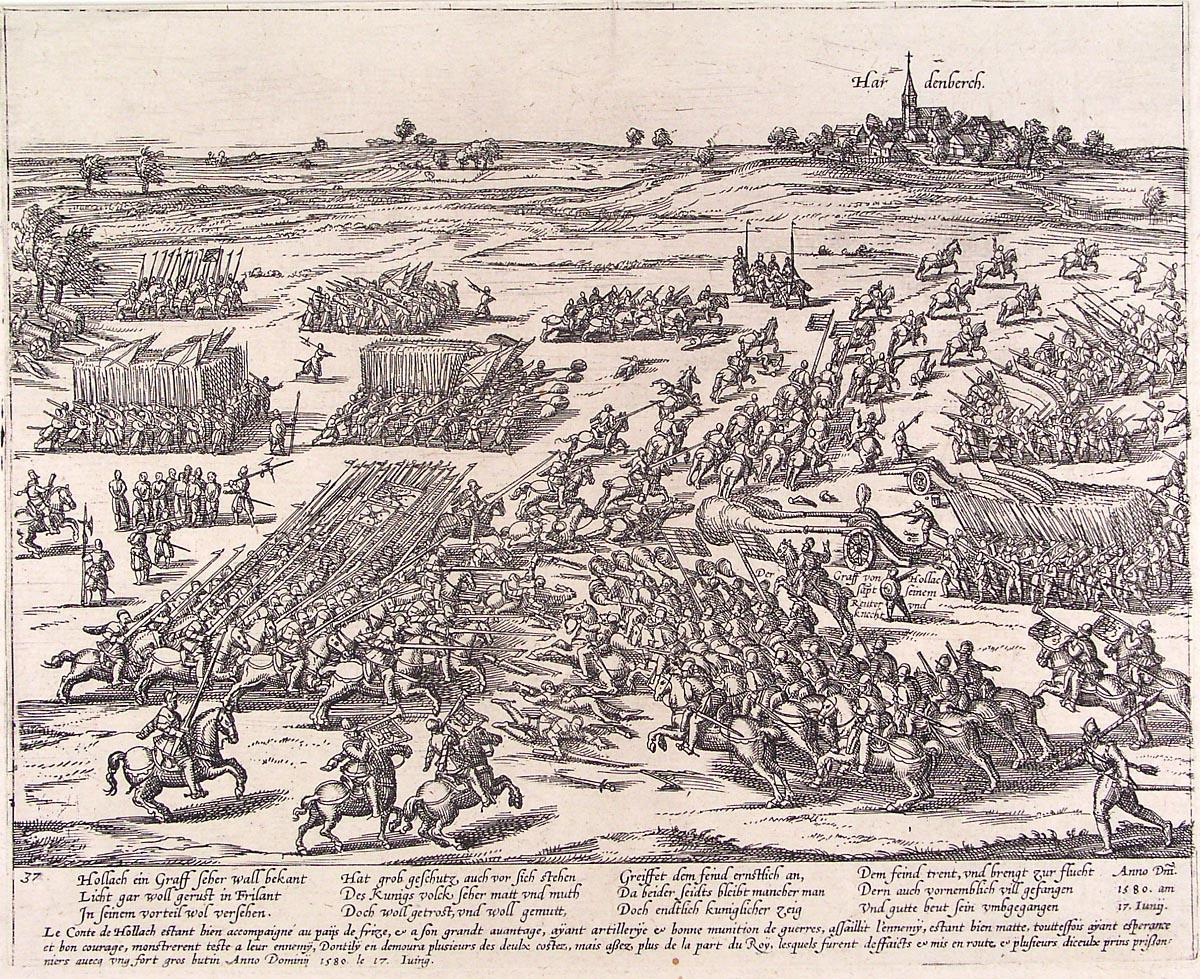
Slag op de Hardenbergerheide, 17 juni 1580, Frans Hogenberg

In de tijd van het Hanzeverbond, tot circa 1500, waren er in Overijssel Hanzesteden als Kampen, Zwolle, Oldenzaal en Deventer. Deze zogeheten Gemeene of Principaalsteden zochten contact met kleinere steden en dorpen in hun achterland. In Overijssel was een groot aantal van deze Bijsteden aan een van de grote IJsselsteden gelieerd. Zo was de stad Hardenberg door de ligging aan de Vecht verbonden met Zwolle. Hardenberg had waarschijnlijk niet meer dan landbouwproducten te bieden.
Middeleeuwse elementen

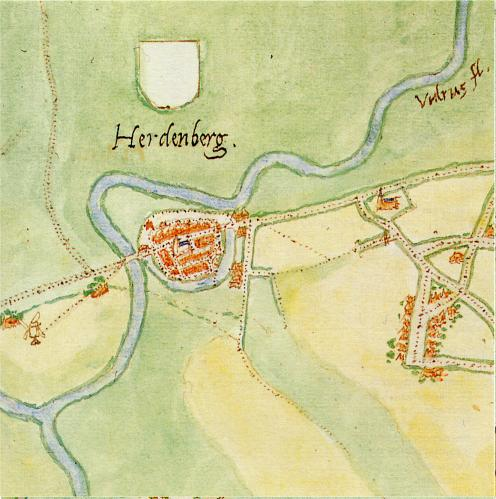
Hardenberg in 1540 door Jacob van Deventer

- Stadsmuur: Hardenberg had meerdere stadsmuren en de laatste heeft Floris van Wevelinckhoven gebouwd in 1386. De eerste stadsmuur is gebouwd in 1230. Het huidige deel is gerenoveerd met delen van een opgraving en staat naast de Stephanuskerk.
- Kerkhof Nijenstede: Het kerkhof van Nijenstede is een van de oudste begraafplaatsen in Nederland. Het is niet zeker wanneer het kerkhof is ontstaan. Wel weten we dat het al een kerkhof was voordat de bewoners van Nijenstede naar Hardenberg verhuisden en dit was in 1227.
- Stephanuskerk: Tussen 1362 en 1400 werd de Stephanuskerk gebouwd en gewijd aan de heilige Stephanus.

Op 8 mei 1708 werd Hardenberg opnieuw in de as gelegd nadat Aaltje Kraak, een oude vrouw, onder onopgehelderde omstandigheden een vuur veroorzaakte. De honderd houten huizen waaruit de stad bestond gingen bijna allemaal verloren. Na een nationale inzamelingsactie werd de stad in steen opnieuw opgebouwd.
Hardenberg is tot in de twintigste eeuw een sterk agrarische plaats gebleven. Alleen de scheepvaart over de Overijsselse Vecht met zompen was een economische activiteit van belang. De opbouw van het oorspronkelijke stadje was dat van een voorstraatdorp. Deze straat loopt vanaf de brug over de Vecht, langs de Stephanuskerk verder naar het oosten. Eerder lag er parallel aan deze straat ook een achterstraat, die de meeste voorstraatdorpen kennen, maar doordat er een huizenblok is verwijderd is dit nu een plein geworden. De Voorstraat is tegenwoordig de belangrijkste winkelstraat van Hardenberg.
Hardenberg staat ook bekend als 'Klepperstad'. In vroeger tijden was er een zogenaamde Klepperman aangesteld, een soort nachtwacht. Deze riep 's avonds met een klepper de tijd om en controleerde op eventueel brandgevaar. 8 mei 1708 is hier een voorbeeld van, toen, na een 'foutje' van Aaltje Kraak, Hardenberg bijna volledig afbrandde. Bij de wederopbouw in 1708 werden de overwegend houten huisjes vervangen door stenen woningen.

### Vanaf de 20e eeuw
Aan het begin van de twintigste eeuw was Hardenberg sterk agrarisch. De eerste industriële vestiging betrof de melkfabriek Salland. In 1930 opende een atelier van de N.V. Leeuwarder Textiel Mij. Eltem. Verder werden in de jaren 30 het Röpcke-Zweers Ziekenhuis en het zwembad De Marsch gebouwd. In de Tweede Wereldoorlog, met name in de jaren 42 en 43, is de Joodse gemeenschap die in Hardenberg woonde grotendeels via doorgangskampen gedeporteerd naar Duitse concentratiekampen. De Joodse begraafplaatsen herinneren nog aan deze Joodse gemeenschap in Hardenberg, die in 1947 bij de gemeenschap van Almelo werd gevoegd. Tijdens de oorlog zijn rondom Hardenberg verschillende geallieerde bommenwerpers neergestort.
In 1941 werd Rijkswerkkamp Molengoot iets ten noorden van Hardenberg (bij Collendoorn) geopend. Hier was werkverschaffing voor werklozen bij Heidemij. Later werden hier vooral Amsterdamse Joden ondergebracht die dwangarbeid voor weinig geld en eten en onder zware druk moesten verrichten. Het kamp is vooral bekend geworden door brieven van Philip Slier die in 1997 werden teruggevonden. Later is dit kamp gebruikt voor Rotterdamse daklozen en als Gezinsoord Overijssel in gebruik genomen voor 'asociale' gezinnen. In 1970 sloot het kamp helemaal.
In de naoorlogse jaren is het centrum van Hardenberg gemoderniseerd waardoor het oorspronkelijke karakter grotendeels verloren is gegaan. Voor en door de middenstand van de stad werd in de jaren vijftig de gratis huis-aan-huiskrant Weekblad de Toren opgericht. Eind jaren vijftig vestigde de Wavin, een fabriek van plastic buizen, haar belangrijkste productievestiging in Hardenberg. Dit bedrijf groeide uit tot een multinational die onder meer plastic kratten en zakken ging fabriceren. Het werd verreweg de belangrijkste werkgever in Hardenberg. In de jaren negentig concentreerde het bedrijf zich weer op buizen en werden de andere bedrijfsactiviteiten op het terrein in Hardenberg verkocht.
Door de toegenomen industrie is Hardenberg behoorlijk gegroeid. Vanaf de jaren zestig werden, bij het dorp Heemse net over de Vecht, verschillende woonwijken gebouwd. In de jaren zeventig werd op de plaats van het gehucht Baalder een gelijknamige woonwijk gebouwd, en eind jaren 80 werd ten zuiden daarvan begonnen met de nieuwbouwwijk Baalderveld. Sinds een paar jaren heeft Hardenberg een nieuw bedrijventerrein (Haardijk) en een nieuwe woonwijk (Marslanden) in aanbouw, waarvan de eerste fases afgerond zijn. Aan de andere kant van het kanaal Almelo-De Haandrik wordt een nieuw industrieterrein aangelegd, De Broeklanden. Hier is ook een nieuwe verbindingsweg met Duitsland aangelegd. De stad Hardenberg heeft de afgelopen jaren een metamorfose ondergaan door stadsvernieuwing. In het centrum wordt op grote schaal nieuw gebouwd. Een groot aantal nieuwe winkels en appartementen rond het marktplein is in 2008 gereed gekomen. Ook is een nieuw gemeentehuis gebouwd in een nieuw aangelegd park. In 2015 is dit gemeentehuis uitgeroepen tot lelijkste gebouw van dat jaar door Cobouw. Daarnaast worden nieuwe woningen gebouwd in het gebied Marsch-Kruserbrink. De verkeersinfrastructuur van Hardenberg wordt de komende jaren verbeterd.

## Wijken en straatnamen
In Hardenberg liggen de volgende woonwijken:
| Naam                                                                                              | Bouwjaren                 |
| - Baalder                                                                                         | jaren 70 en 80 (20e eeuw) |
| - Baalderveld                                                                                     | jaren 80 en 90 (20e eeuw) |
| - Centrum*                                                                                        |                           |
| - Marslanden                                                                                      | jaren 00 en 10 (21e eeuw) |
| Heemse                                                                                            |                           |
| - Hazenbos                                                                                        | jaren 70 (20e eeuw)       |
| - Heemserbos                                                                                      | jaren 60 en 70 (20e eeuw) |
| - Heemsermars                                                                                     | jaren 60 en 70 (20e eeuw) |
| - Norden                                                                                          | jaren 70 (20e eeuw)       |
| * Het centrum is nog in verschillende buurten onder te verdelen, waaronder de Marsch-Kruserbrink. |                           |

Van Wevelinckhovenplein: Floris van Wevelinkhoven was de bisschop van Utrecht van 1378 tot 1393. Hij heeft de laatste stadsmuur van Hardenberg gebouwd in 1386, die door Bisschop Philip van Bourgondië werd afgebroken.
Alberthus Risaeusstraat: Alberthus Risaeus, beter bekend als Alberthus Hardenberg, is geboren in 1510 in Hardenberg. Hij was een belangrijke hervormer en hagenprediker van de kerk. Naast een straatnaam is ook een basisschool in Hardenberg naar hem vernoemd.
Willebrandt van Oldenburg: Willebrandt van Oldenburg was de bisschop van Utrecht. Hij stichtte in 1227 het kasteel op de Hardenbergh. Deze rivierduin lag ten westen van het plaatsje Nijenstede. Nijenstede was hem niet naar de zin, het was namelijk een open en onbeschermd stadje. Daarom bouwde hij een kasteel op de Hardenbergh. Zo ontstond het stadje Hardenberg. Veel bewoners van Nijenstede verhuisden naar Hardenberg, deze verhuizing duurde ongeveer een anderhalve eeuw.

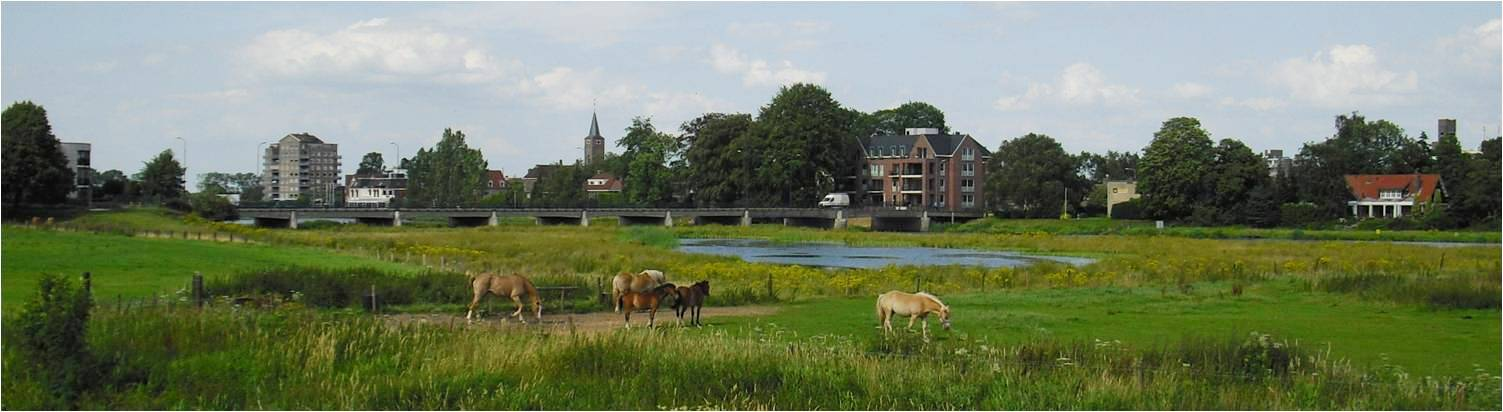
Zicht vanuit het Vechtdal

Blanckvoortallee: Het adellijk geslacht Blanckvoorts heeft eeuwenlang veel invloed uitgeoefend op het stadje Hardenberg. Zij hadden vele bezittingen en behoorden tot de riddermatige families van Overijssel.
Het bleekveld: Op deze plek werd vroeger linnen gebleekt, wat afkomstig was van vlas.
Stephanusplein: Dit plein is vernoemd naar Stephanus de Martelaar. Hij staat in het wapen van de oude gemeente Hardenberg en de kerk in Hardenberg is naar hem vernoemd: de Stephanuskerk.
Van Rechterenallee: Het adellijk geslacht Van Rechteren was eigenaar van de havezaten Collendoorn en Heemse. Deze dorpjes liggen vlak bij Hardenberg dus ze hadden ook invloed op Hardenberg
Van Raesfeltallee: Het adellijk geslacht Van Raesfelt was eigenaar van de havezate Huys Heemse (de Heemse). Dit lag bij Hardenberg.
Jan van Arkelstraat: Jan van Arkel was een bisschop van Utrecht. Hij bouwde een sterker kasteel op de grondvesten van het oude kasteel. Het kasteel werd door hem nog beter beschermd. Hij liet ook stadsmuren bouwen rond Hardenberg. In 1362 gaf hij Hardenberg stadsrechten.

## Verbindingswegen
Hardenberg is bereikbaar over de weg over de N343 en N34 die van Zwolle naar Emmen en verdergaat richting Groningen. Ook de N36 die uit de richting Almelo komt, kruist vlak bij Hardenberg de N34, en sluit bij Ommen op de N48 aan. De N343 loopt van Oldenzaal naar Hardenberg om vervolgens hier over de N34 heen te gaan en ten noorden van Lutten aan te sluiten op de N377.
In 1886 opende de Dedemsvaartsche Stoomtramweg-Maatschappij (DSM) haar lijn naar Hardenberg. Deze lijn liep feitelijk niet door tot Hardenberg, maar eindigde in Heemse, dat aan de overzijde van de Vecht ligt. Zo werden de kosten van een brug uitgespaard. De remise van de DSM lag tegenover Hotel de Rustenbergh. In 1937 werd de stoomtramlijn opgeheven.
Sinds 1 februari 1905 is Hardenberg per spoor bereikbaar via de spoorlijn Zwolle - Stadskanaal. De spoorlijn is door de NOLS aangelegd en werd in 1938 ingekort tot Emmen. In 1987 werd de lijn geëlektrificeerd. Het gedeelte tussen Mariënberg en Gramsbergen werd toen dubbelsporig. Het stationsgebouw werd ontworpen door Eduard Cuypers en is gebouwd in 1903. De belangrijkste buslijnen zijn lijn 30 (Hoogeveen - Slagharen - Hardenberg) en lijn 80 (Hardenberg - Bergentheim - Westerhaar). Buurtbussen rijden vanaf Hardenberg naar diverse andere plaatsen in de gemeente.
Verder ligt het industrieterrein De Nieuwe Haven aan het Kanaal Almelo-de Haandrik. Hier is, zoals de naam al zegt, een haven, waar vooral betoncentrales gebruik van maken.

## Godsdienst
Hardenberg is in religieus opzicht voornamelijk protestants. Met name de Nederlandse Gereformeerde Kerken (NGK) is sterk vertegenwoordigd. Zij beschikt over vier kerkgebouwen verdeeld over zes kerkelijke gemeentes. De gemeente Hardenberg Centrum komt samen in de 'Petrakerk', de gemeentes Baalder, Baalderveld-Oost en Baalderveld-Zuid in 'Het Morgenlicht', de gemeente Heemse in de 'Kandelaarkerk' en sinds juni/juli 2007 is er de nieuwe kerkelijke gemeente Marslanden die in het nieuwe kerkgebouw 'De Levensbron' samenkomt. Een groep vrijgemaakten, die het niet eens was met bepaalde synodebesluiten, scheidde zich in 2003 en volgende jaren af van de GKv en sloot zich aan bij wat tegenwoordig het kerkverband van de Gereformeerde Kerken is. Hardenbergers die zich bij deze kerken hebben aangesloten kerken in de Rehobothkerk in Lutten of de Hessenwegkerk in Heemse.
Ook de gemeenten van de PKN hebben een groot aantal leden: de hervormde gemeente heeft twee gemeenten (Hardenberg en Heemse) en de Gereformeerde Kerk van Hardenberg, die in 1999 gefuseerd is met die van Heemse. Overigens zijn de Hervormde gemeenten van Hardenberg en Heemse in maart 2006 gefuseerd met de Gereformeerde kerk Hardenberg-Heemse. Zij vormen de Protestantse Gemeente Hardenberg-Heemse.
Vanaf begin januari 2009 is de Christelijk Gereformeerde kerk uit Lutten verdergegaan in het verbouwde voormalige schoolgebouw de Sjaloom in Heemse. Deze is vanaf toen de Sjaloomkerk gaan heten. Hardenberg heeft ook een rooms-katholieke parochie die in het centrum gevestigd is. Daarnaast zijn er een Evangelische en een Pinkstergemeente, en sinds mei 2023 is er een Mozaiekgemeente: Mozaiek0523.
Vóór de Tweede Wereldoorlog was er een joodse gemeenschap met een synagoge. Deze synagoge is rond eind jaren 70, begin jaren 80 ondanks protest afgebroken. Net buiten de stad ligt het zogenaamde Jodenbergje. Hier werden van 1761 tot 1910 overleden Joden begraven, omdat dit niet in de stad mocht. Als opvolger hiervan ligt er ook een kleine Joodse begraafplaats in het centrum van Hardenberg.

## Toerisme en evenementen

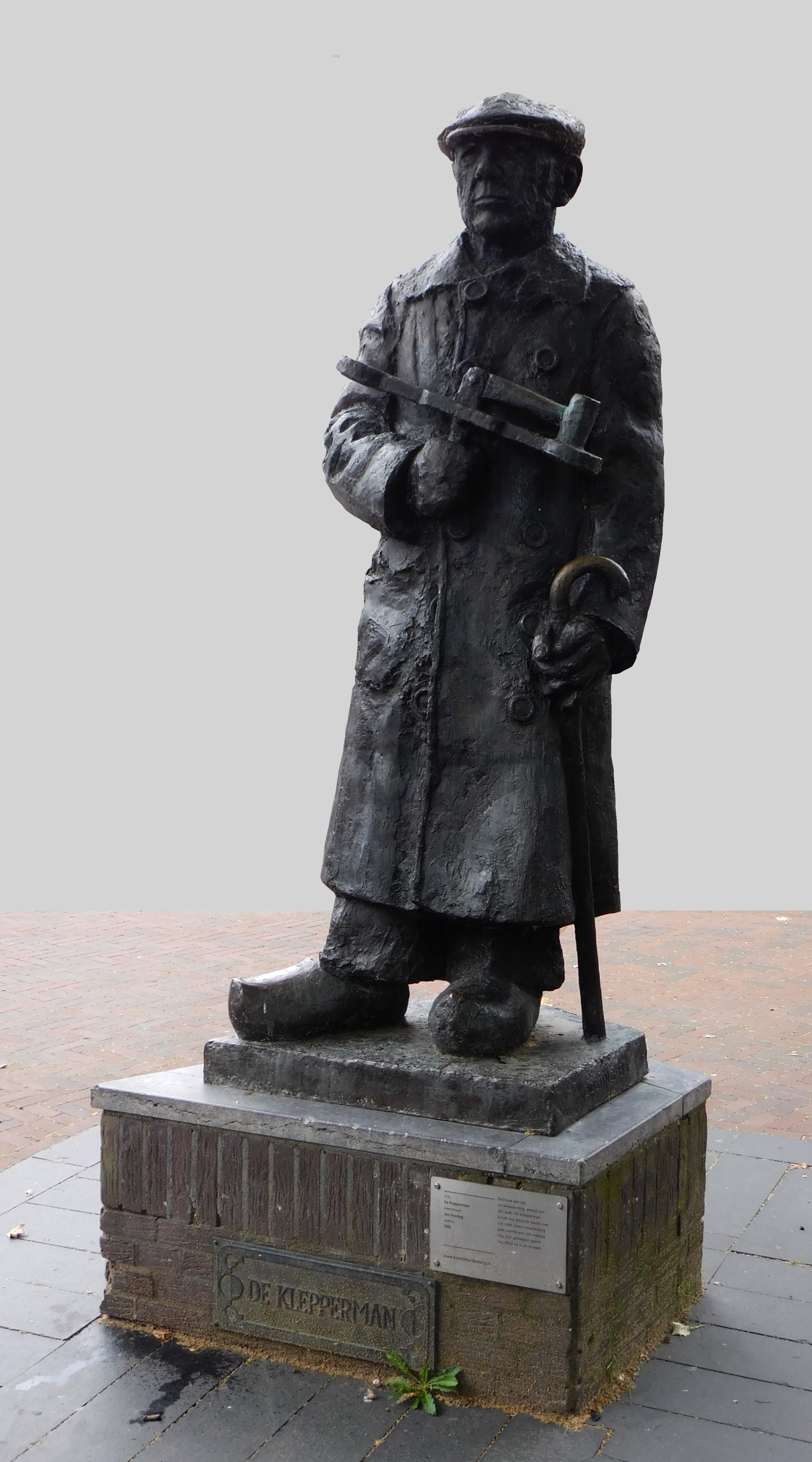
Klepperman Hardenberg, Jan Oosting, Voorstraat

In de jaren 80 van de 20e eeuw is het belang van toerisme rond Hardenberg sterk toegenomen. Vlak bij Hardenberg en de campings ligt de recreatieplas De Oldemeijer. In de zomermaanden profileert Hardenberg zich als "klepperstad" (naar de klepperman) en organiseert onder die vlag veel activiteiten, zoals de avondvierdaagse, het jaarlijkse luchtballonnenfestival en diverse kleine activiteiten en feesten.
Te Hardenberg staat nog één te bezichtigen molen: De Oelemölle. Een andere trekpleister is de Evenementenhal, waarin veel verschillende evenementen en beurzen georganiseerd worden.
Sinds 1989 wordt jaarlijks het Bouwvak-feest georganiseerd.

### Markante punten in Hardenberg

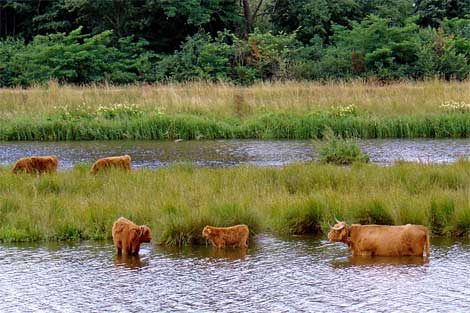
De Vecht met rundvee in de omgeving van Hardenberg
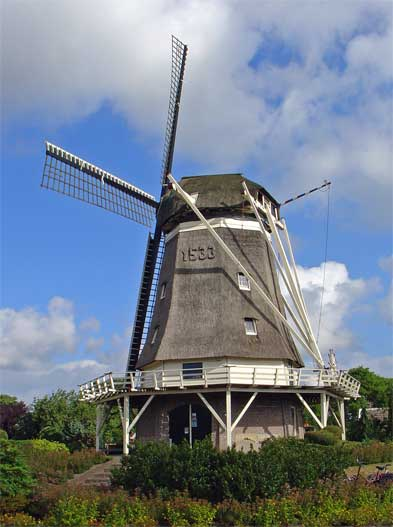
'De Oelemölle' in Heemse
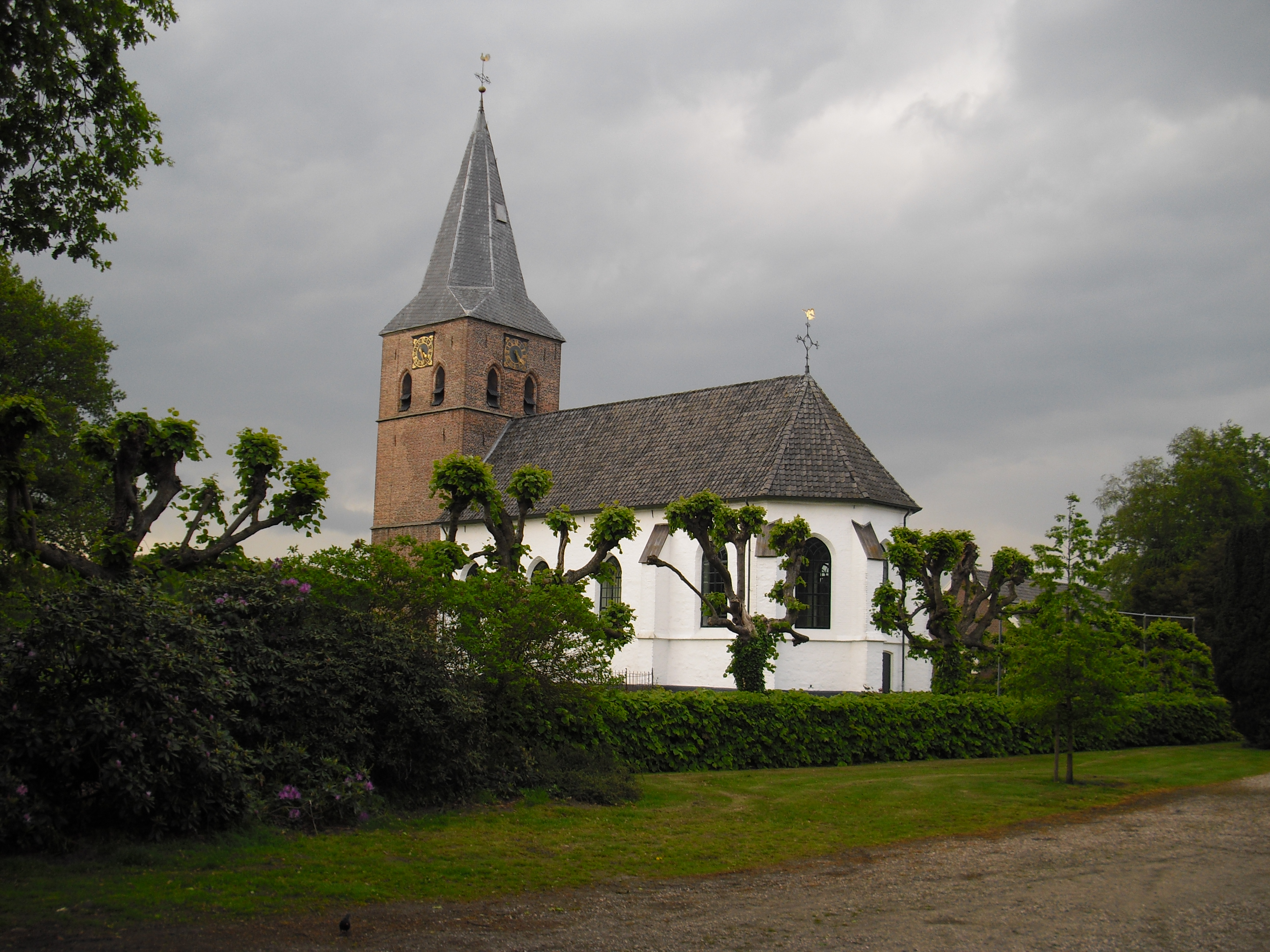
De Witte of St. Lambertuskerk in Heemse
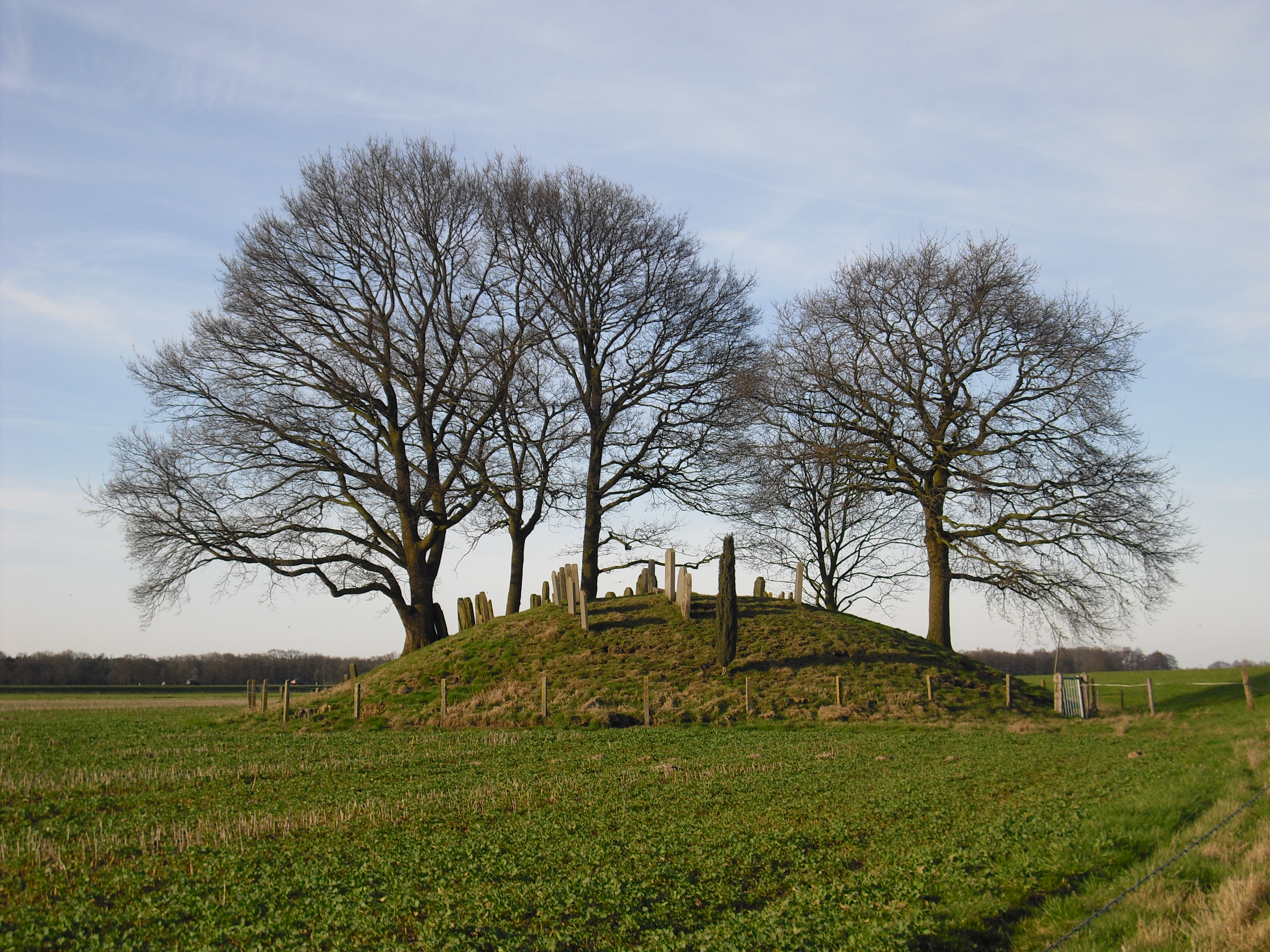
Het Jodenbergje bij Hardenberg
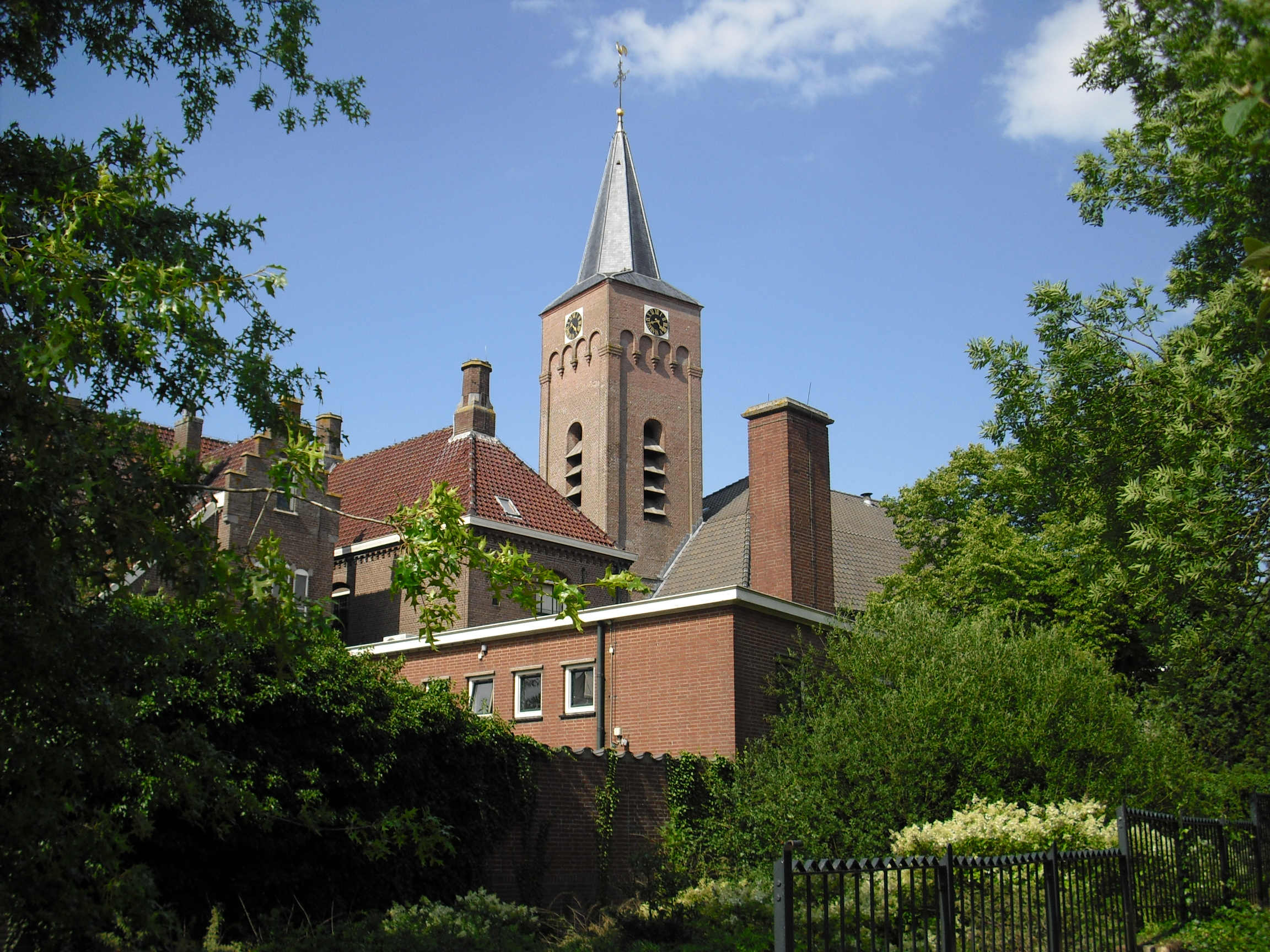
De kerktoren van de Stephanuskerk in het centrum van Hardenberg
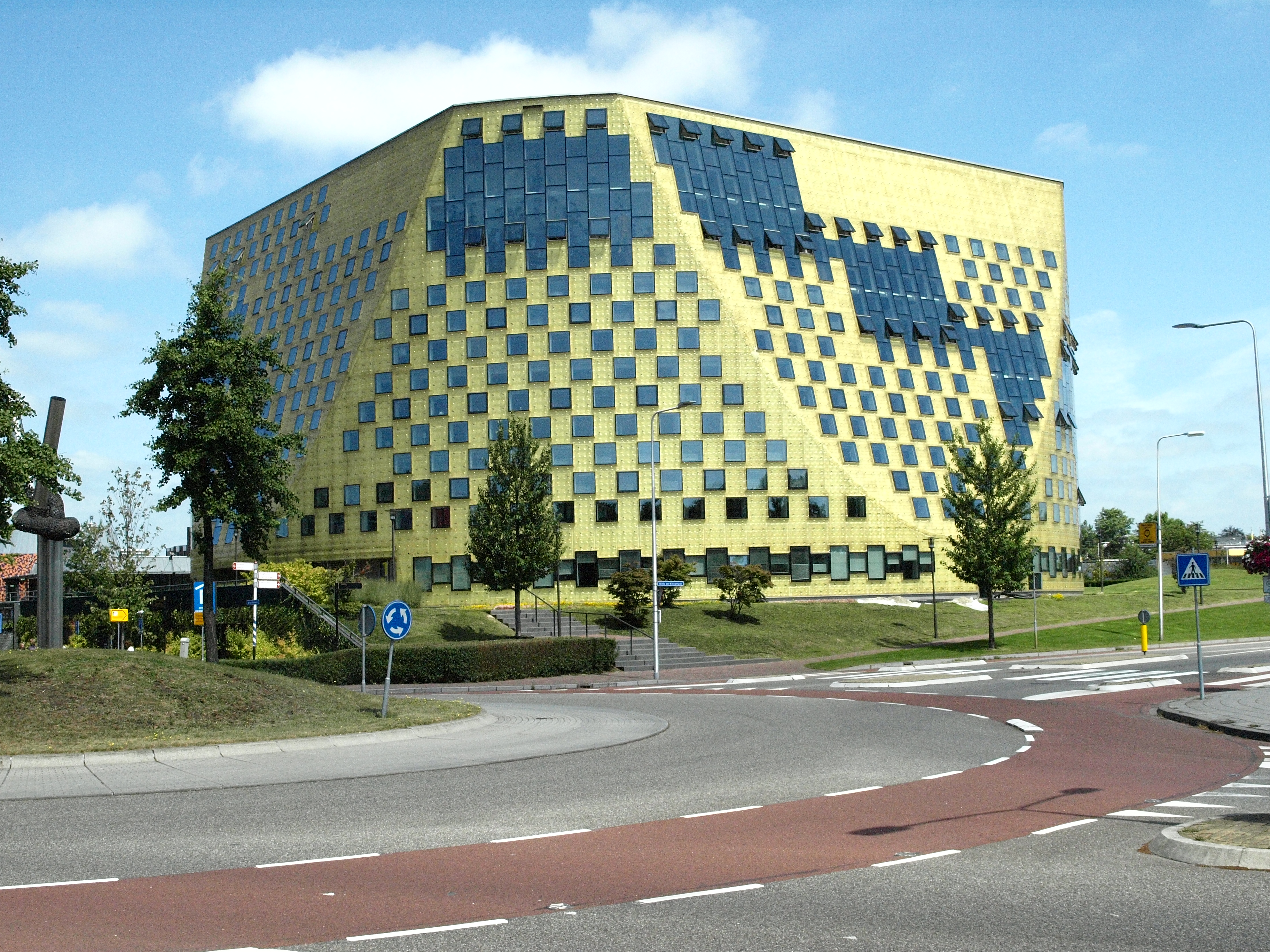
Gemeentehuis

## Gebouwen

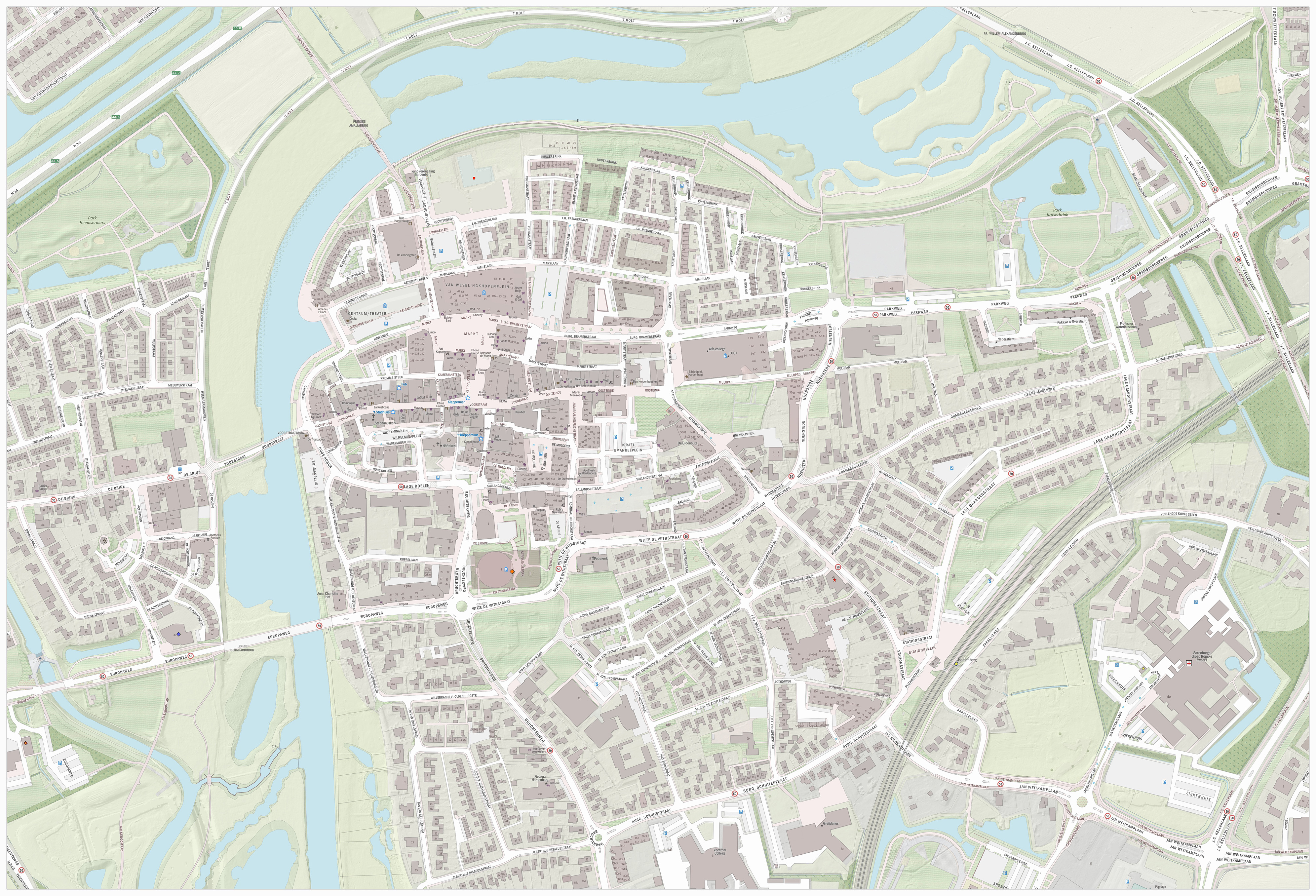
Kaart van het centrum van Hardenberg.

### Monumenten
- Lijst van rijksmonumenten in Hardenberg (plaats)
- Lijst van gemeentelijke monumenten in Hardenberg (plaats)

### Andere bijzondere gebouwen
| Naam                    | Soort gebouw             | Bouwjaar | Bijzonderheden                                                           |
| ----------------------- | ------------------------ | -------- | ------------------------------------------------------------------------ |
| Höftekerk               | Kerk                     | 1890     |                                                                          |
| Huize Nijenstede        | Landhuis                 | 1854     | In Heemse                                                                |
| Huize Welgelegen        | Landhuis                 | 1856     | In Heemse                                                                |
| LOC                     | Multifunctioneel Centrum | 2007     | Beschreven in het jaarboek Architectuur in Nederland 2007-2008.          |
| Oude postkantoor        |                          | 1912     |                                                                          |
| Station Hardenberg      | Spoorwegstation          | 1903     |                                                                          |
| Gemeentehuis Hardenberg | Gemeentehuis             | 2012     | In een verkiezing door Cobouw gekozen tot het lelijkste gebouw 2010-2015 |

Stadspomp: De stadspomp was een kloosteronderdeel.
Stephanuskerk: De kerk was vroeger een katholieke kerk maar werd later een protestantse kerk.
Filmmaker Paul Verhoeven heeft voor de film Zwartboek (2006) een vooroorlogse boerderij opgeblazen.

## Bekende (oud-)inwoners van Hardenberg
- Floris van Wevelinkhoven (ca. 1315-1393), bisschop van Münster
- Albertus Risaeus (1510-1574), kerkhervormer
- Clara Feyoena van Raesfelt-van Sytzama (1729-1807), dichteres
- Jan Weitkamp (1870-1946), landbouwer, Kamerlid en wethouder
- Frits Slomp (1898-1978), predikant en verzetsstrijder
- Hans van Coevorden (1946), beeldhouwer
- Jaap Haartsen (1963), elektrotechnicus en uitvinder van Bluetooth.[6]
- Edwin Evers (1971), dj en drummer
- Agnes Mulder (1973), Tweede Kamerlid
- Gerben Tieltjes (1983), voetballer
- Helen Tanger (1978), arts en Nederlands roeier, olympisch zilver 2008 en brons 2004
- Casper Boom (1980), korfballer, wereldkampioen 2007[7]
- Sanne Hans (1984), singer-songwriter (zangeres van de band Miss Montreal)
- Mark Haayema (1985), schrijver en acteur
- Rick Brink (1985-2024), politicus
- Jorien Renkema (1990), radio-dj
- Thijs Bouma (1992), voetballer en model.

## Hardenberg in de literatuur
- De dichteres Clara Feyoena, die op het Landgoed Heemse woonde, bracht in 1783 het gedichtenalbum Heemse: Hof-, Bosch- en Veldzang uit over de natuur rond Heemse.
- De predikant Siebold Ulfers schreef na de doleantie de streekroman Oostloorn, waarin de gelijknamige plaats doorgaans met Hardenberg wordt geïdentificeerd.
- De dichter Willem Barnard is eind jaren 40 van de 20e eeuw predikant geweest van de hervormde gemeente. Hij heeft een aantal gedichten geschreven die over Hardenberg gaan in het album Dichter en Lezer in Hardenberg.